# Black Hole Entertainment
Black Hole Entertainment — расположенная в Будапеште компания, занимающаяся разработкой компьютерных игр. Она была основана в 2002 году голливудским продюсером Эндрю Джи Вайна.
Первым творением компании стала компьютерная игра Armies of Exigo, изданная Electronic Arts и выпущенная в конце 2004 года. Также компания создала игру Warhammer: Mark of Chaos и дополнение к ней — Warhammer: Battle March, которые были выпущены 14 ноября 2006 года и 16 сентября 2008 для PC. Warhammer: Battle March также вышла на игровой консоли Xbox 360 2 сентября 2008 года. С 2008 по 2012 студия являлась разработчиком проекта «Might & Magic Heroes VI», изданного французской компанией «Ubisoft Entertainment». На этом деятельность фирмы завершилась, поскольку в результате создания шестой части серии «Heroes of Might and Magic» «Black Hole Entertainment» стала банкротом.

## Разработанные игры
- 2004 — Armies of Exigo
- 2006 — Warhammer: Mark of Chaos
- 2008 — Warhammer: Battle March (дополнение к Warhammer: Mark of Chaos)
- 2011 — Might & Magic: Heroes VI